# ハイチにおけるコーヒー生産
ハイチにおけるコーヒー生産（ハイチにおけるコーヒーせいさん）では、ハイチにおけるコーヒーの栽培について説明する。

## 概要
コーヒーは、ハイチ経済にとって重要な存在である。フランスがハイチをサン＝ドマングとして植民地経営していた18世紀初頭から主要な農作物であった。砂糖と並んでコーヒーは初期のハイチ経済の基盤を形成した。今日、コーヒーは輸出額においてマンゴー、ココアの後塵を拝している。ハイチの山岳地帯全体で耕作されているコーヒー栽培のほぼ全てが、ハイチ語で ti kiltivatèと呼ばれる小作農の手によって行なわれている。Domestique Coffee、Bonlife Coffee、Cafe Kreyol、La Colombe、Singing Roosterなどの複数のアメリカの会社がハイチ産コーヒーを輸入している。

## 歴史
1788年時点において、ハイチは世界のコーヒー供給量の半数を担っていた。コーヒー生産は、自然災害やアメリカ合衆国によるフランソワ・デュヴァリエ・ジャン＝クロード・デュヴァリエ政権に対する通商停止措置によって打撃を受けている。ジャン＝クロード・デュヴァリエによる独裁政権のために、ハイチのコーヒー農家たちはコーヒー生産から離反し山から降りてしまった。機械は錆びつき出し、コーヒーノキを繁殖させるのに必要な技術はこの世代の間に失われていった。ハイチ国内のコーヒー生産から離れる動きが広がると、世界のコーヒー生産の中心はブラジルに移行し、世界市場のマーケットリーダーとなった。
1850年にコーヒーはハイチの主要輸出品目として束の間の復興を果たし、世界第3位の主要生産国に浮上した1949年には市場は浮上と後退の循環の最中にあった。ハイチのコーヒーは国際競争に苦しんだ。コーヒー生産市場における景気局面の後退のためハイチは、世界経済が好況局面に転換することへの期待から、コーヒー農家は農園を焼き木炭生産に舵を切った。 ハイチがコーヒーの主要生産国であった時代には、労働人口の80パーセントが農業関連の産業に従事していた。1980年代に入ると、その割合は66パーセントにまで低下した。。農業の技術面で従事していない労働者は、市場や仲買、輸出を担っていた。フェアトレード政策が実行されたが、ハイチのコーヒーはその後も低迷の一途を辿る。21世紀には、ハイチの農業労働人口はその過酷な気候条件のために減少し続けている。具体的には森林伐採により表土は流失しコーヒー生産に影響を与える。加えて洪水と旱魃の連鎖などハイチは多くの自然災害にも悩まされ、さらには2010年、マグニチュード7.0のハイチ地震が直撃し、多くの人命が失われるとともに壊滅的な打撃を受けた。これら自然災害の結果、ハイチのコーヒー生産における世界的地位は大幅な後退を余儀なくされている。

## 脚註
1. ↑  Ukers, William H.. All About Coffee 2010年1月1日閲覧。
2. ↑  “Exportations par produit”.   Banque de la Republic d'Haïti. 2015年9月23日時点のオリジナルよりアーカイブ。2010年1月1日閲覧。
3. ↑  Nicaise, Molly. “History of Haitian Coffee”. 2010年1月1日閲覧。
4. ↑  Ward Barber, Jenniffer. “Haiti's Coffee: Will it Come Back?”. 2010年1月1日閲覧。
5. ↑  “Haiti Agriculture”.   U.S. Library of Congress. 2010年1月1日閲覧。
6. ↑  “Cash Crops”.   U.S. Library of Congress. 2010年1月1日閲覧。